# 開特利茨冰原
78°27′S 163°0′E / 78.450°S 163.000°E
開特利茨冰原（英語：Koettlitz Névé），是南極洲的冰原，位於維多利亞地的斯科特海岸，寬13公里，東面是莫寧火山，取名自開特利茲冰川，現時由南極條約體系管理。